# Lijst van burgemeesters van Westwoud
Dit is een lijst van burgemeesters van de voormalige Nederlandse gemeente Westwoud tot de opheffing in 1979 toen Westwoud opging in de gemeente Bangert (in 1980 hernoemd naar Drechterland).
| Ambtsperiode | Naam burgemeester                           | Partij of stroming | Bijzonderheden                                                                                       |
| ------------ | ------------------------------------------- | ------------------ | --- |
| 1817 - 1828  | Pieter Jongejeugd                           |                    | Was ook in 1811 burgemeester, waarna tussen 1812 en 1817 Westwoud onder de gemeente Hoogkarspel viel |
| 1828 - 1852  | Cornelis (C.) Zijp                          |                    | |
| 1852 - 1861  | Johannes (J.) Koster                        |                    | tevens burgemeester van Blokker (1838-1864)                                                          |
| 1861 - 1895  | Jacob Blom                                  |                    | |
| 1896 - 1925  | Cor (C.) Neefjes                            |                    | |
| 1925 - 1947  | G.P. Haverkamp                              |                    | van 1939 tot 1941 was J.A. Schrijnder waarnemend burgemeester                                        |
| 1947 - 1965  | Gerardus Hendrikus Essing                   |                    | tevens burgemeester van Blokker (1945-1965)                                                          |
| 1965 - 1979  | drs. Waltherus Bartholomeus Joannes Lemmens | KVP                | tevens burgemeester van Blokker                                                                      |